# 신이타미역
신이타미역(일본어: 新伊丹駅, しんいたみえき)은 일본 효고현 이타미시에 있는 한큐 전철 이타미 선의 역이다. 역 번호는 HK-19이다.

## 역사
당초에는 개설이 예정되어 있지 않았지만, 이타미 시내에서 주택 붐이 일어나 한큐도 "신이타미 주택"의 개발이 시작되었기 때문에 이에 맞춰서 역이 신설되었다.
- 1935년 3월 1일: 한신 급행 전철(현, 한큐 전철) 이타미 선 이나노 ~ 이타미 역 사이에 신설 개업.
- 1995년
  - 1월 17일: 한신・아와지 대지진으로 이타미 역이 피해가 발생하면서 일시적으로 당역이 종착역이 됨.
  - 3월 11일: 신이타미 ~ 이타미 임시 역간이 복구되고 그 뒤인, 1998년에 노선 운행 재개.
- 2005년 4월 25일: JR 후쿠치야마 선 탈선 사고의 발생으로 복구가 완료될 때까지 이타미 역의 대체수송역으로 지정됨.
- 2013년 12월 21일: 역 번호 도입.

## 역 구조
상대식 승강장 2면 2선의 지상역이다. 분기기, 절대 신호가 없어 정류장으로 분류된다.
역사와 개찰구는 각 승강장마다 역 북단(이타미 방향)에 있다. 개찰 내에서 각 승강장 사이를 연결하는 과선교 등은 설치되지 않아 반대쪽의 승강장에는, 역사와 인접한 개찰 외의 건널목을 경유하게 된다.
또한, 1980년대 중반까지는 구내 건널목이 설치되어 있었지만, 한큐 전철의 방침에 따라 승객용 구내 건널목은 철거되었다. 이 때문에 잘못 들어온 경우는 역무원에게 신청하고 출전하게 되지만, 쓰카 구치 방면으로 가는 개찰구는 무인화된 관계로, 개찰구 부근에 있는 인터폰으로 역무원을 호출해야 한다.
과거 역 남쪽(쓰카구치 방향)에는 건늠선이 설치되어 있었지만 한신・아와지 대지진으로 이타미 역이 발생한 때의 복구 작업 중에 당역이 종착역이 되었던 사이에 사용되었을 뿐, 그 이후에 완전 철거되었다.
화장실과 대합실은 쓰카구치 방향 쪽 승강장에 설치되어 있으며, 이타미 행 승강장의 남쪽 절반으로는 지붕이 설치되지 않았다.

### 승강장
| 서 | ■ 이타미 선 | 하행 | 이타미 행                                              |
| 동 | ■ 이타미 선 | 상행 | 쓰카구치・오사카 (우메다)・고베・교토・다카라즈카 방면 |

※ 승강장 번호는 설정되지 않았다.

## 역 주변
역 서쪽 출입구에는 공원 "로즈 레이디 우메노키"을 병설한 로터리가 있고 도로가 방사상으로 뻗어 있다. 역 서쪽 도보 7분 정도 거리에는 세계적으로 유명한 장미 품종을 많이 창출하고 있는 이나 셀리의 이타미・로즈 가든이 있었지만, 2013년에 오사카부 도요노군 노세정으로 이전하였다.
또한, 역 남쪽 이나노 역과의 사이에서 산요 신칸센의 고가교와 교차한다.
- 히라마쓰 공원 - 역의 동쪽, 꽃시계가 있다.
- 로즈 레이디 우메노키 - 역의 서쪽, 장미와 분수가 있다.
- 신이타미 우체국 - 남서쪽으로 도보 5분.
- 한큐 버스 이타미 영업소 - 동쪽의 산업 도로변에 있다.
- 이타미 시립 여자 아동 센터 - 옥외 수영장을 병설한 학생 회관. 서쪽의 고고바시 선 옆에 있다.
- 이타미 시립 이타미 고등학교 - 마찬가지로 고고바시 선 옆에 있다.
- 이타미 시립 미나미 중학교 - 이나노 역에서도 접근 가능하다.

## 사진

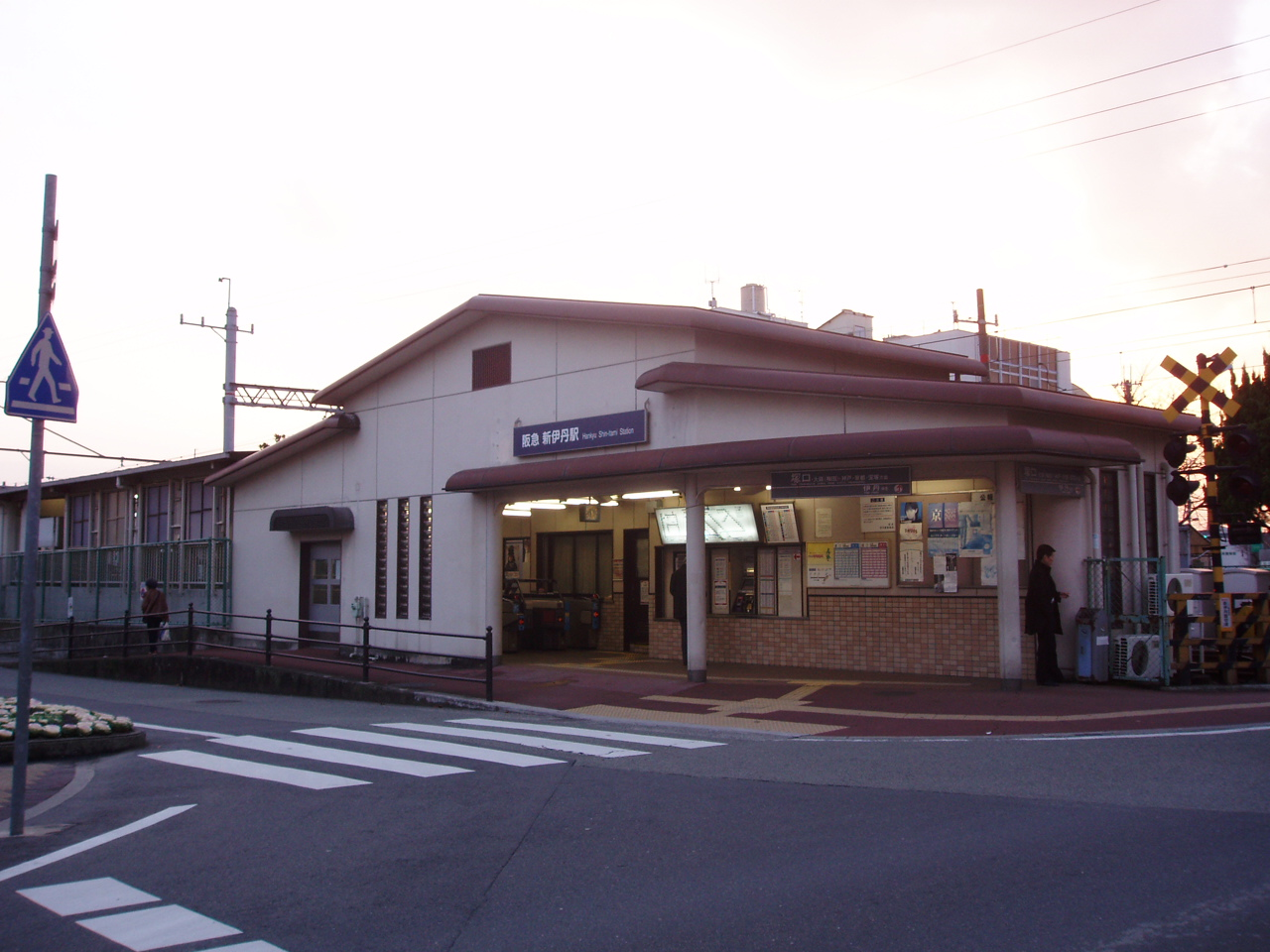
동쪽 출입구
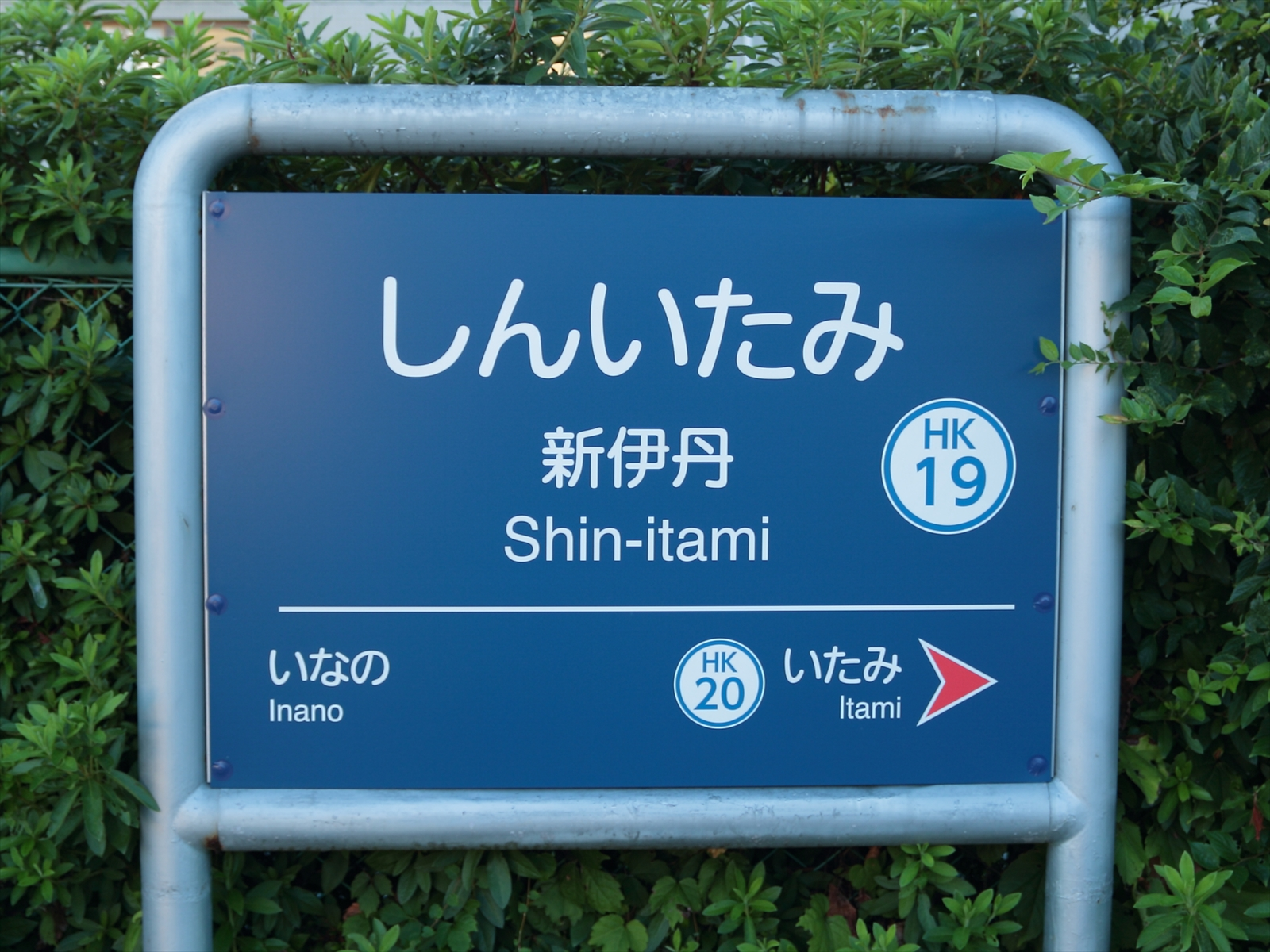
역명판

## 인접역
| 한큐 전철 ■ 이타미 선      | 한큐 전철 ■ 이타미 선 | 한큐 전철 ■ 이타미 선    |
| -------------------------- | --------------------- | ------------------------ |
| HK-18 이나노 쓰카구치 방면 |                       | 이타미 HK-20 이타미 방면 |